# 줄리어스 P. 하일
줄리어스 피터 하일 (Julius Peter Heil, 1876년 7월 24일 ~ 1949년 11월 30일)은 미국의 정치인이자 제30대 위스콘신주지사 (1939년 ~ 1943년)였다.

## 어린 시절
미국으로 이주한 유대인 이민자인 하일은 독일 제국 뒤스문트안데어모젤에서 태어났다.  어린이로서 그는 위스콘신주 뉴벌린에 있는 농장에서 자신의 가족과 살았고 12세때까지 학교를 다녔다.

## 경력
하일은 전문적인 용접공으로서 자격을 갖추게 되어 남아메리카를 널리 여행하여 용접된 전차용 강철 경주로를 설치하였다.  1901년 그는 밀워키에서 조차를 만든 하일 컴퍼니를 창립하였다.  1933년 그는 프랭클린 D. 루스벨트 대통령에 의하여 전국 부흥국을 위하여 주의 자문위원회를 이끄는 데 임명되었다.
1938년 공화당 주지사 후보 지명을 이긴 하일은 자신의 진보당 상대 후보이자 현직 주지사 필립 라폴레트를 꺾으러 갔다.  주지사로서 그는 5개의 존재하는 기관들 중에 자동차 학과를 창조하였고 단 하나의 공공 복지학과 아래 복지와 기관 프로그램들을 통합하였다.  논란의 여지가 있는 혁신은 그의 주의 행정부에서 더욱 큰 효율성을 달성하는 데 디자인된 학과별 연구부서의 창조였다.  하일의 두번째 기간 동안 미국은 제2차 세계 대전에 들어갔고, 현역으로 소집된 국가 경비대를 대체하는 데 주립 경비대가 창조되었다.  뉴욕 타임스는 주지사로서 가끔 "Julius the Just"으로 알려진 하일이 광대와 어리석은 장난으로 유명했다는 것을 보고하였다.  그는 1940년 재선되었으나 1942년 진보당 소속의 올랜드 스틴 루미스에게 패하였는 데 뉴욕 타임스에 의하면 그의 인기없던 노동 기록 때문이었다고 한다.
주지사로서 3번째 기간을 패한 후, 하일은 하일 컴퍼니의 사장 그리고 이후에 이사회의 의장이 되었다.  그는 위스콘신주의 낙농 제품들을 흥행하는 데 전국을 순회하였다.

## 사망
1949년 11월 30일 향년 73세의 나이에 하일은 밀워키에서 심부전으로 사망하였다.  그는 위스콘신주 브룩필드에 있는 위스콘신 공동 묘지에 안치되었다.

## 가족 생활
프랭크와 바버라 하일의 아들인 그는 1900년 6월 4일 엘리자베스 콘래드에게 결혼하였고 부부는 단 하나의 아들 조지프 F. 하일을 두었다.